# Barges (Côte-d’Or)
Barges ist eine französische Gemeinde mit 656 Einwohnern (Stand 1. Januar 2022) im Département Côte-d’Or in der Region Bourgogne-Franche-Comté. Sie gehört zum Arrondissement Beaune und zum Kanton Nuits-Saint-Georges. Die Einwohner der Gemeinde werden Bargeoises genannt.

## Geographie
Nachbargemeinden von Barges sind Saulon-la-Rue im Norden, Saulon-la-Chapelle im Osten, Noiron-sous-Gevrey im Süden, Broindon im Südwesten, sowie Gevrey-Chambertin im Westen.

## Bevölkerungsentwicklung
| Jahr                       | 1962 | 1968 | 1975 | 1982 | 1990 | 1999 | 2011 |
| Einwohner                  | 132  | 143  | 179  | 315  | 349  | 336  | 478  |
| Quellen: Cassini und INSEE |      |      |      |      |      |      |      |

## Sehenswürdigkeiten
- Romanische Kirche